# Mus (subgènere)
Mus és un subgènere del gènere Mus. Les espècies d'aquest grup són oriündes d'Europa, Àsia i el nord d'Àfrica, tot i que el ratolí domèstic (M. musculus) té una distribució global. A diferència de Pyromys, els representants d'aquest subgènere manquen d'arcs superciliars. La regió interorbitària mesura menys de 4 mm i els forats incisius són llargs i prims. El pelatge no és espinós. Els ulls són grossos.